# Pendulum (Perth)
Pendulum is een drum and bass/breakbeat-formatie uit Perth, Australië. Pendulum werd in 2002 opgericht door Rob Swire, Gareth McGrillen en Paul Harding. In 2003 verplaatste Pendulum haar thuisbasis naar het Verenigd Koninkrijk.

## Geschiedenis
In 2005 kwam het debuutalbum van Pendulum uit, Hold Your Colour. Daarvoor (2003) was reeds de ep Kingz of the Rollers uitgekomen. Op deze ep stond onder andere het nummer Vault. Het tweede album, In Silico, kwam uit in mei 2008. Hiervan was de tweede single, Propane Nightmares, hun grootste hit.
In 2008 speelde Pendulum op meerdere Europese festivals, en ondernamen ze hun eerste tour door Noord-Amerika. In december 2008 maakte de groep een dvd bij de Brixton Academy. Deze dvd werd uitgebracht in juni 2009. In 2009 maakte Pendulum een tour door Europa.
In 2010 is het album Immersion uitgebracht. Op dit album staan ook nummers die meer naar het genre House neigen, zoals het nummer The Island. Voor de release, op 22 januari 2010 liet Pendulum het album reeds horen tijdens de Ear Storm night in London's Matter nightclub. Salt in the Wounds, een liedje van dit album, was Zane Lowe's Hottest Record in The Zane World on BBC Radio 1, op 25 januari 2010. Er werd echter verklaard dat het een bootleg was, en geen officiële single. Tijdens de Zane Lowe's show werd aangekondigd dat de eerste single van het nieuwe album Watercolour zal heten. Watercolour werd voor het eerst gedraaid tijdens Zane Lowes BBC Radio 1 show op 8 maart 2010, en werd de Single of the Week voor die week. De muziekvideo voor Watercolour werd 31 maart 2010 uitgebracht, op de myspace-pagina van de band. Een dag later, op 1 april 2010, werd nog een muziekvideo uitgebracht, Salt in the Wounds. Deze video was uniek volgens de website, gezien het de eerste 360° interactieve muziekvideo is. Kijkers kunnen de camera in de video rondbewegen. Zes verschillende letters zijn verborgen in de video. Eenmaal gevonden, kan de kijker deze letters invoeren als code, en Salt in the Wounds gratis downloaden.
Pendulum heeft samengewerkt met onder andere The Prodigy en met de Freestylers.
Pendulum maakt voor haar muziek zowel gebruik van softwaresynthesizers, als van hardwaresynthesizers.
Enkele van Pendulums eerste nummers zijn Moving Forward, Aphid, Parameter en Everythings Blue. Deze nummers, die qua genre meer naar jungle neigen, genieten echter weinig bekendheid.
Rob Swire, die de band in 2002 oprichtte en de belangrijkste songwriter van de band was, heeft op 19 juni 2012 aangekondigd dat Pendulum stopt als live band. Dit maakte hij bekend op Twitter.
Rob Swire en Gareth McGrillen hebben samen een groep opgericht, genaamd Knife Party.
In 2016 is aangekondigd dat Pendulum terugkomt als band.
In 2020 heeft Pendulum, na hun terugkomst, voor het eerst in 10 jaar twee nieuwe singles Nothing For Free en Driver uitgebracht.

## Discografie

### Studioalbums
- Hold Your Colour (2005)
- In Silico (2008, Warner Records)
- Immersion (2010)

### Singles
- Spiral (2004)
- Back 2 You/Still Grey (2004)
- Another Planet/Voyager (2004)
- Tarantula/Fasten Your Seatbelt (2005)
- Slam (2005)
- Slam/Out Here (2005)
- Hold Your Colour (2006)
- Hardware Limited 03 (2006)
- Blood Sugar/Axle Grinder (2007)
- Granite (2007)
- Set Me On Fire (2009)
- Propane Nightmares (2008)
- The Other Side (2008)
- Violet Hill (2008)
- Showdown (2009)
- Watercolour (2010)
- Witchcraft (2010)
- The Island (2010)
- Crush (2011)
- Nothing For Free (2020)
- Driver (2020)

### Compilaties
- Jungle Sound Gold (2006)
- Black Holes (2010)

### Livereleases
- 2005-08-09: Live on Breezeblock: Pendulum (2005)
- 2008-06-14: Download Festival 2008: Donington Park, UK (2008)
- 2008-06-29: National Bowl, Milton Keynes, UK (2008)
- BBC Radio 1: Christmas Gifts (2008)
- Live at Brixton Academy (2009)
- Live at Wembley Arena (2011) (To Be Released)

## Hitnotering
| Album met eventuele hitnotering(en) in de Nederlandse Album Top 100 | Datum van verschijnen | Datum van binnenkomst | Hoogste positie | Aantal weken | Opmerkingen |
| ------------------------------------------------------------------- | --------------------- | --------------------- | --------------- | ------------ | ----------- |
| Immersion                                                           | 04-06-2010            | 05-06-2010            | 48              | 3            |             |